# タンブリング

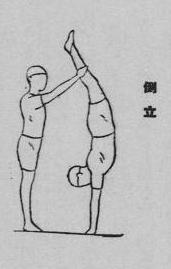
タンブリングの基礎、倒立。

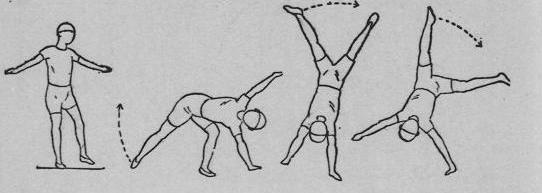
タンブリングの基礎、回転

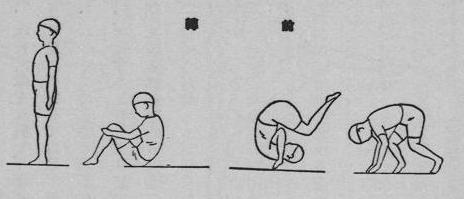
タンブリングの基礎、前転

タンブリングとは、床やマットの上で跳躍や回転を行う運動である。独立した大会競技種目としては、タンブリング台（タンブリングバーン）という弾みやすい長い床の上を通過しながら連続で演技を行うものをいう。チアリーディングや男子新体操の演技の中にも床上での跳躍・回転としてタンブリングが組み込まれている。

## パワータンブリング
トランポリン競技に属する。グラスカーボン製の棒が敷き詰められた“タンブリングフロア”（助走路11m、演技台25m、着地ゾーン5m）でロンダートを含め、8個の宙返りで構成される。演技には、3種類の違った宙返りを入れなければならない。サルトパス（ひねらない構成）とツイストパス（360度以上のひねりが2回以上入った構成）の2本行う。